# Philippe Jeannol
Philippe Jeannol (Nancy, 1958. augusztus 6. –) olimpiai bajnok francia labdarúgó, hátvéd.

## Pályafutása

### Klubcsapatban
1975 és 1984 között az AS Nancy labdarúgója volt, ahol egy francia kupa győzelmet ért el a csapattal. 1984 és 1991 között a Paris Saint-Germain csapatában szerepelt és egy bajnoki címer nyert a PSG színeiben. 1991-92-ben az ománi Sur SC csapatában játszott és itt fejezte az aktív labdarúgást.

### A válogatottban
1986-ban egy alkalommal szerepelt a francia válogatottban. Tagja volt a Los Angeles-i olimpián aranyérmet nyert csapatnak.

## Sikerei, díjai
Franciaország
- Olimpiai játékok
  - aranyérmes: 1984, Los Angeles

 AS Nancy
- Francia kupa (Coupe de France)
  - győztes: 1978

 Paris Saint-Germain
- Francia bajnokság (Ligue 1)
  - bajnok: 1985–86

## Statisztika

### Mérkőzése a francia válogatottban
| Franciaország | Franciaország     | Franciaország            | Franciaország | Franciaország | Franciaország | Franciaország | Franciaország | Franciaország |
| #             | Dátum             | Helyszín                 | Hazai         | Eredmény      | Vendég        | Kiírás        | Gólok         | Esemény       |
| ------------- | ----------------- | ------------------------ | ------------- | ------------- | ------------- | ------------- | ------------- | ------------- |
| 1.            | 1986. október 11. | Párizs, Parc des Princes | Franciaország | 0 – 2         | Szovjetunió   | Eb-selejtező  | -             |               |
|               | Összesen          |                          |               | 1             | mérkőzés      |               | 0             | gól           |